# Паркер, Полин
Полин Ивонн Паркер (англ. Pauline Yvonne Parker; род. 26 мая 1938, Крайстчерч, Новая Зеландия) — убийца, которая вместе со своей подругой Джульетт Хьюм (впоследствии — известная писательница Энн Перри), убила свою мать, Онору Рипер, 22 июня 1954 года. Считается, что эти две девушки убили Онору, потому что Хьюм и её отец собирались уезжать в Южно-Африканскую Республику, и хотя Паркер хотела уехать вместе с ними, её мать мешала ей это делать. По их собственным признаниям, Паркер и Хьюм были верными подругами, они вместе писали приключенческие романы, надеясь продать свои произведения голливудской студии для экранизации. Дружба девушек была описана в деталях Паркер в серии дневников.

## Отношения с Джульет Хьюм
Девочки подружились в раннем подростковом возрасте, когда семья Хьюм переехала в Крайстчёрч из Англии. Они учились в крайстчёрской школе для девочек, находящейся в том месте, которое впоследствии стало Кранмер-центром. Обе страдали от тяжёлых болезней: Паркер в детстве перенесла остеомиелит, Хьюм заболела туберкулёзом, и они изначально были связаны этим обстоятельством. Во время их дружбы девушки придумали свою собственную религию, со своими идеями о нравственности. Они отвергли христианство и поклонялись своим собственным святым, представляя собой параллельное измерение под названием «Четвёртая Вселенная», которая, по существу, являлась их версией Небес. Четвёртая Вселенная была местом, которое они ощущали в моменты духовного просветления. По рассказам Паркер, они добились этого духовного просветления благодаря их дружбе. В конце концов девушки составили план побега в Голливуд.
Незадолго до этого Хьюм узнала, что у её матери был роман на стороне, и родители решили развестись. Это опустошило Хьюм. Девушки знали, что родители стремились их разлучить, так как считали такую дружбу потенциально нездоровой или гомосексуальной (в то время гомосексуальность считалась психическим заболеванием). Паркеры и Хьюмы решили, что Джульет должна поехать со своим отцом в Южно-Африканскую Республику. Мать Паркер особенно беспокоилась о природе дружбы девушек и была твёрдо уверена, что Полин не может сопровождать свою лучшую подругу.

## Суд и тюремное заключение
До суда Полин и Джульет вместе находились в крайстчерчской тюрьме Папаруа, где их контакты не были ограничены, и они проводили много времени вместе. Паркер и Хьюм судили судом присяжных в городе Крайстчерч. Они были признаны виновными и вменяемыми. Девушки были слишком молоды для вынесения приговора о смертной казни и в соответствии с законодательством Новой Зеландии в то время, они были осуждены и приговорены к пяти годам тюрьмы.
До суда Полин Паркер носила фамилию Рипер. Её мать, Хонора Рипер, жила с отцом Полин Гербертом Рипером, но в ходе полицейских расследований было выявлено, что они не состояли в браке. Таким образом, в ходе судебного разбирательства, Хонора и Полин фигурировали под девичьей фамилией Хоноры «Паркер» .
После суда Полин перевели в женскую исправительную колонию Арохата в Бростале. За время пребывания там её один раз навестил отец.

## Последующая жизнь
После освобождения Паркер поступила в Оклендский Университет, который окончила 1964 году со степенью бакалавра искусств. Затем она провела год в Веллингтоне, где работала в местной школе (коллеги ничего не знали о её прошлом), после чего уехала в Великобританию. По состоянию на 1997 год она жила в маленькой деревне Ху неподалёку от города Струд в графстве Кент и работала в детской школе верховой езды под именем Хилари Натан (англ. Hilary Nathan). Она приняла католичество и много лет отказывается давать интервью. Со слов её сестры Венди, Хилари выражает сильное раскаяние в убийстве и ведёт довольно затворнический образ жизни. Её настоящая личность была раскрыта в 1997 году.

## В популярной культуре
- По мотивам истории девушек был снят фильм «Небесные создания» (1994). Роль Полин Паркер в фильме сыграла Мелани Лински.